# Pandora (Licia Troisi)
Pandora  es el título del primer capítulo de la homónima saga literaria de la autora de fantasía Licia Troisi, publicado por la editorial Mondadori.

La protagonista es una chica de dieciséis años, Pandora (llamada Pam por todos), que accidentalmente libera a los seis Ángeles de la Muerte de un cofre durante la noche de Halloween. Uno de ellos es dueño de Samaele (llamado Sam por todos), un compañero de su edad, que atropella a Pam con su scooter. Desde ese momento, el chico se encuentra con la capacidad de matar con el toque de la mano y con tiempos de curación muy cortos; en cambio Pam descubre que se ha vuelto invisible para todos, excepto a la madre (que sin embargo no la reconoce) y a Sam, y nota también que tanto los latidos  del corazón como todas las necesidades fisiológicas se han ido. Además, a ambos chicos aparece un tatuaje extraño: a Sam un pentagrama en el cuello, mientras que a Pam una lágrima debajo del ojo. Más tarde los dos descubren, gracias a los expertos de sobrenatural Mara Quercelli y Eugenio Serravalle, que Sam está poseído por Samael, el Ángel de la Muerte más poderoso de todos, mientras que Pam se revela ser un Abridor, es decir una persona capaz de sellar los demonios o de liberarlos, y por eso es imposible que ella muera. Los expertos les revelan que los demás cinco Ángeles de la Muerte han poseído a tantas personas: el primero en manifestarse es Mashbir, o sea el Ángel que se alimenta de las almas de los animales. Los dos investigan sobre los asesinatos perpetrados por el demonio y se dan cuenta de que todas las víctimas estaban conectadas a Malanotte, un vagabundo amigo de Sam. Gracias a la ayuda de la hija del sin techo, que lo empuja a rebelarse y expone al demonio, los dos logran encarcelarlo. 
- Portal:fantasy. Contenido relacionado con fantasy.

- Datos: Q30890884